# Cap Bellefin
Le cap Bellefin est un cap australien qui constitue le point le plus septentrional d'une vaste péninsule fermant le sud-ouest de la baie Shark, golfe de l'océan Indien sur la côte ouest de l'Australie-Occidentale. Appelé Cape Bellefin en anglais, il a été formellement découvert par l'expédition vers les Terres Australes du Français Nicolas Baudin au début du mois d'août 1801.

## Situation
Le cap Bellefin se situe à 26° 00′ 55″ S, 113° 15′ 57″ E, ce qui le place à la pointe nord d'une vaste péninsule de la côte ouest de l'Australie-Occidentale que l'on nomme péninsule Carrarang. Cette péninsule ferme le sud-ouest du golfe de l'océan Indien que l'on appelle la baie Shark et qui relève du comté de la baie Shark, une zone d'administration locale appartenant elle-même à la région de Gascoyne.
Cette grande péninsule est par ailleurs hérissée d'autres plus petites attachées à son littoral oriental et donc baignées par les eaux du golfe. Le cap Bellefin est situé au bout de celle qui s'avance le plus vers le nord, Bellefin Prong, mais il dispute cependant cette position extrême à un autre cap disposant d'une latitude sud plus élevée de seulement quelques degrés : ce dernier, appelé cap Heirisson, est situé au bout d'une péninsule parallèle, Heirisson Prong. L'espace compris entre les deux lambeaux de terre a été appelé havre Inutile par Louis Claude de Saulces de Freycinet, membre de l'expédition Baudin partie du Havre, en France, le 19 octobre 1800.
De l'autre côté de la péninsule qui l'accueille, le cap Bellefin est situé face à la côte sud-est de l'île Dirk Hartog, dont il est séparé par l'entrée d'un détroit courbe que l'on a nommé passage Épineux. Ce dernier est le bras de mer le plus méridional par lequel la baie Shark communique avec le reste de l'océan Indien.

## Histoire

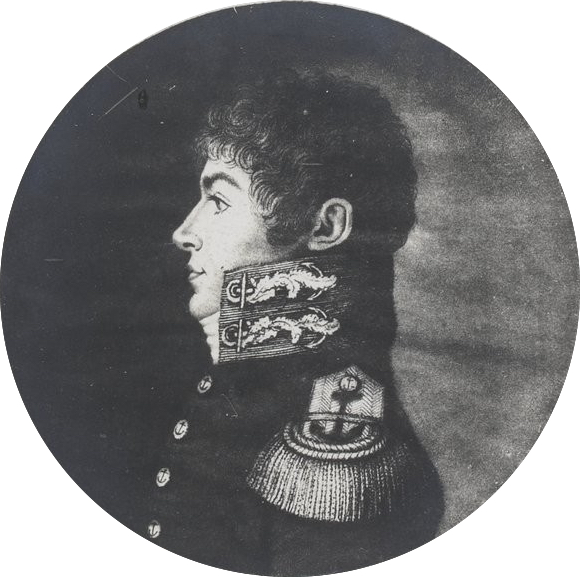
Portrait de Louis Claude de Saulces de Freycinet, enseigne de vaisseau français qui a nomme le cap Bellefin.

Si la baie Shark a été identifiée par les Hollandais dès le XVIIe siècle, il faut attendre le début du XIXe pour qu'elle soit précisément cartographiée et ses points remarquables désignés par un toponyme : les navires de l'expédition Baudin n'arrivent dans la région qu'au milieu de l'année 1801, et seul le Naturaliste procède alors à une reconnaissance aboutie de l'intérieur du golfe, où se trouve donc le cap Bellefin.
D'après le chapitre X du Voyage de découvertes aux terres australes publié par François Péron en 1807, ce cap a été découvert et nommé par l'enseigne de vaisseau et auteur dudit chapitre Louis Claude de Saulces de Freycinet pendant une excursion de plusieurs jours qu'il fit à bord d'une petite embarcation partie du navire commandé par Jacques Félix Emmanuel Hamelin le 2 août 1801. Il le découvre le 8 août après être arrivé dans le havre Inutile par l'est, et donc en doublant le cap Heirisson.
Il lui attribue le nom de cap Bellefin en l'honneur du «'médecin estimable » de sa corvette : Jérôme Bellefin, chirurgien né en 1764, mort en 1835 et donc installé sur le Naturaliste à l'époque. Le 10 août, sa reconnaissance du havre Inutile terminée, il file ensuite vers le sud après être revenu à un point où il se trouvait le 7.